# Вілмот (парафія, Нью-Брансвік)
Вілмот (англ. Wilmot) — парафія в Канаді, у провінції Нью-Брансвік, у складі графства Карлтон.

## Населення
За даними перепису 2016 року, парафія нараховувала 1022 особи, показавши скорочення на 5,8%, порівняно з 2011-м роком. Середня густина населення становила 5,3 осіб/км².
З офіційних мов обидвома одночасно володіли 60 жителів, тільки англійською — 950. Усього 20 осіб вважали рідною мовою не одну з офіційних.
Працездатне населення становило 64,1% усього населення, рівень безробіття — 8,4% (10,3% серед чоловіків та 6,1% серед жінок). 84,1% осіб були найманими працівниками, а 13,1% — самозайнятими.
Середній дохід на особу становив $28 468 (медіана $28 672), при цьому для чоловіків — $30 010, а для жінок $26 981 (медіани — $33 472 та $24 768 відповідно).
37,1% мешканців мали закінчену шкільну освіту, не мали закінченої шкільної освіти — 31,7%, 31,1% мали післяшкільну освіту, з яких 9,6% мали диплом бакалавра, або вищий.
| Статево-вікова структура населення | Статево-вікова структура населення | Статево-вікова структура населення | Статево-вікова структура населення | Статево-вікова структура населення |
| ---------------------------------- | ---------------------------------- | ---------------------------------- | ---------------------------------- | ---------------------------------- |
|                                    |                                    |                                    |                                    |                                    |
| Всього                             | Всього                             | 50,0%                              |                                    |                                    |
| 0 — 14 років                       | 0 — 14 років                       |                                    | 14,2%                              | 14,2%                              |
| 15 — 64 років                      | 15 — 64 років                      |                                    | 68,6%                              | 68,6%                              |
| 65 і більше                        | 65 і більше                        |                                    | 17,2%                              | 17,2%                              |
| 85 і більше                        | 85 і більше                        |                                    | 1,5%                               | 1,5%                               |
| Середній вік (років)               | Середній вік (років)               | 43,943,8                           | 43,9                               | 43,9                               |
| Медіана (років)                    | Медіана (років)                    | 48,447,6                           | 48,0                               | 48,0                               |
| — чоловіки — жінки                 |                                    |                                    |                                    |                                    |

| Походження мешканців:     | Походження мешканців:     | Походження мешканців: | Походження мешканців: | Походження мешканців: |
| ------------------------- | ------------------------- | --------------------- | --------------------- | --------------------- |
| Походження                |                           |                       | осіб                  | %                     |
| Корінні американці        | Корінні американці        |                       | 60                    | 6%                    |
| Інше північноамериканське | Інше північноамериканське |                       | 535                   | 53.5%                 |
| Європейське               | Європейське               |                       | 635                   | 63.5%                 |
| британське                | британське                |                       | 510                   | 51%                   |
| французьке                | французьке                |                       | 90                    | 9%                    |

| Зайнятість населення за галузями (за класифікацією NOC): | Зайнятість населення за галузями (за класифікацією NOC): | Зайнятість населення за галузями (за класифікацією NOC): | Зайнятість населення за галузями (за класифікацією NOC): | Зайнятість населення за галузями (за класифікацією NOC): |
| -------------------------------------------------------- | -------------------------------------------------------- | -------------------------------------------------------- | -------------------------------------------------------- | -------------------------------------------------------- |
|                                                          |                                                          |                                                          |                                                          |                                                          |
| Управління                                               | Управління                                               |                                                          | 12,5%                                                    | 12,5%                                                    |
| Бізнес, фінанси та адміністрування                       | Бізнес, фінанси та адміністрування                       |                                                          | 19,2%                                                    | 19,2%                                                    |
| Природничі та прикладні науки                            | Природничі та прикладні науки                            |                                                          | 6,7%                                                     | 6,7%                                                     |
| Охорона здоров'я                                         | Охорона здоров'я                                         |                                                          | 1,9%                                                     | 1,9%                                                     |
| Освіта, правозахист, муніципальні та урядові служби      | Освіта, правозахист, муніципальні та урядові служби      |                                                          | 1,9%                                                     | 1,9%                                                     |
| Роздрібна торгівля та послуги                            | Роздрібна торгівля та послуги                            |                                                          | 17,3%                                                    | 17,3%                                                    |
| Гуртова торгівля, транспорт та обладнання                | Гуртова торгівля, транспорт та обладнання                |                                                          | 20,2%                                                    | 20,2%                                                    |
| Природні ресурси, сільське господарство                  | Природні ресурси, сільське господарство                  |                                                          | 7,7%                                                     | 7,7%                                                     |
| Виробництво                                              | Виробництво                                              |                                                          | 11,5%                                                    | 11,5%                                                    |

## Клімат
Середня річна температура становить 4,3°C, середня максимальна – 23,3°C, а середня мінімальна – -19°C. Середня річна кількість опадів – 1 053 мм.
| Клімат поселення                              | Клімат поселення | Клімат поселення | Клімат поселення | Клімат поселення | Клімат поселення | Клімат поселення | Клімат поселення | Клімат поселення | Клімат поселення | Клімат поселення | Клімат поселення | Клімат поселення | Клімат поселення |
| Показник                                      | Січ.             | Лют.             | Бер.             | Квіт.            | Трав.            | Черв.            | Лип.             | Серп.            | Вер.             | Жовт.            | Лист.            | Груд.            |                  |
| Середній максимум, °C                         | −5,1             | −3,72            | 2,69             | 10,20            | 17,76            | 22,87            | 23,30            | 22,30            | 17,14            | 10,97            | 4,70             | −3,63            |                  |
| Середня температура, °C                       | −12,06           | −10,7            | −4,26            | 3,23             | 10,79            | 15,90            | 19,00            | 18,01            | 12,86            | 6,68             | 0,41             | −7,92            |                  |
| Середній мінімум, °C                          | −19,02           | −17,66           | −11,24           | −3,74            | 3,82             | 8,93             | 14,71            | 13,72            | 8,57             | 2,39             | −3,88            | −12,21           |                  |
| Норма опадів, мм                              | 90               | 61               | 75               | 78               | 93               | 88               | 101              | 97               | 94               | 88               | 97               | 91               |                  |
| Середньомісячна швидкість вітру, м/с          | 3.62             | 3.71             | 3.96             | 3.80             | 3.57             | 3.19             | 2.89             | 2.75             | 3.02             | 3.40             | 3.59             | 3.60             |                  |
| Середньомісячна сонячна радіація, кДж/м²·день | 5160             | 8372             | 12141            | 15694            | 18374            | 20299            | 19756            | 17538            | 13003            | 8122             | 4835             | 3964             |                  |
| --------------------------------------------- | ---------------- | ---------------- | ---------------- | ---------------- | ---------------- | ---------------- | ---------------- | ---------------- | ---------------- | ---------------- | ---------------- | ---------------- | ---------------- |
| Джерело:                                      |                  |                  |                  |                  |                  |                  |                  |                  |                  |                  |                  |                  |                  |